# Рома (богиня)
Вижте пояснителната страница за други значения на Рома.
Рома (на латински: Roma) е богиня, олицетворение и покровителка на Рим.
За пръв път изображенията ѝ се появяват през 204 г. пр.н.е в град Локра. Постепенно култът ѝ е разпространен във всички завладени от Рим източни провинции. По време на управлението на император Октавиан Август, култът към Рома се слива с почитането на обожествения Юлий Цезар и самия Август. Август и Рома получават общи храмове и жреци.